# Keko Yunge
Sergio José Yunge Rojas (Santiago, 12 de febrero de 1962), más conocido como Keko Yunge, es un cantautor chileno de balada romántica. Entre sus principales éxitos se encuentran Inolvidable y Estoy pensando en ti, tema central de la telenovela Rojo y miel. Actuó en el Festival de Viña del Mar en 1995 y 1999.

## Biografía

### Carrera
A comienzos de los ochenta Keko Yunge probó suerte en los segmentos musicales de programas como Sábado gigante y Martes 13.
Bajo el sello RCA publicó en 1984 su primer disco, Keko Yunge, donde se incluían los temas Algo más que dos amigos y Siglo XX. Tres años después sacó su segundo disco, Metacomunicación, destacando el sencillo Todavía.
Durante la década de los noventa su popularidad aumentó considerablemente. En 1993 representó a Chile en el Festival de la OTI con la canción María y Manuel y en 1994 lanzó Estoy pensando en ti, la canción principal de la teleserie Rojo y miel de TVN. Además, participó en las bandas sonoras de las teleseries Rompecorazón, Juegos de fuego y Amándote.
En 1995 debutó en el Festival de Viña del Mar, el evento musical más importante del país y transmitido por las pantallas de Megavisión y Televisa.
Su quinto disco, titulado Vuela alto, incluyó la canción Nada es importante a dúo con Marcelo Barticciotto. Fue un éxito que lo hizo volver al Festival de Viña del Mar en 1999.
En 2001 fue parte de la banda sonora de la teleserie Amores de mercado y en 2003 participó como jurado en la recta final de la primera temporada de Rojo, fama contra fama.
Con motivo de la Tragedia de Juan Fernández, en 2011 grabó la canción El desafío de Felipe en homenaje al líder de Desafío Levantemos Chile, Felipe Cubillos.
En 2013 estrenó un espectáculo llamado Planeta azul, si tú vives yo vivo que busca crear conciencia ecológica a través de la música en vivo, danza, teatro y arte circense. Tuvo funciones en Santiago, Arica, Iquique, Antofagasta, Copiapó y San Fernando. Además, se editó un disco cuya caja está fabricada con materiales reciclados.
Su rol como activista social, participando en la organización japonesa Ashinaga, que se encarga de financiar los estudios de niños y jóvenes huérfanos de África, donde el popular cantante es parte de consejos mundiales como representante de Chile, junto a políticos, deportistas y artistas de otros países. "Gracias a esto tuve la oportunidad de estar un mes haciendo talleres de música a niños en Uganda", detalló.

### Vida personal
Es el segundo de cinco hermanos y le dicen Keko desde siempre, porque así le puso su hermana mayor.
Realizó sus estudios secundarios en el Colegio San Ignacio de Pocuro, y estudió 3 años ingeniería comercial en la Universidad de Chile.
Ha tenido dos parejas estables en su vida; con la segunda, con quien estuvo cinco años, tuvo a su hija nacida en 1997, de nombre Sanke (la mezcla de Sandra, la mamá, y Keko). 
En 1998 se rumoreaba que tuvo un romance con la conductora de Viva el lunes, Cecilia Bolocco, lo que no fue confirmado hasta varios años después cuando la relación ya estaba terminada.

## Discografía
| Año  | Disco            |
| ---- | ---------------- |
| 1984 | Keko Yunge       |
| 1987 | Metacomunicación |
| 1994 | Inolvidable      |
| 1996 | Somos            |
| 1998 | Vuela Alto       |
| 2001 | 2002             |
| 2013 | Planeta Azul     |

### Participaciones en bandas sonoras
| Año  | Banda sonora      | Tema(s) incluidos    |
| ---- | ----------------- | -------------------- |
| 1994 | Rompecorazón      | Inolvidable          |
| 1994 | Rojo y miel       | Estoy pensando en ti |
| 1995 | Juegos de fuego   | También puedo llorar |
| 1997 | Noche De Bomba    | Todavía              |
| 1998 | Amándote          | Volverás             |
| 2001 | Amores de mercado | Este, tu amor        |

### Videos
| Año  | Video                |
| ---- | -------------------- |
| 1993 | María y manuel       |
| 1994 | Estoy pensando en ti |
| 1996 | Somos                |
| 1998 | Volverás             |
| 2010 | Arriba los sueños    |
| 2011 | El desafío de Felipe |